# 이델-우랄국
이델-우랄국(타타르어: Идел-Урал өлкәсе, 타타르어: İdel-Ural ölkäse, 타타르어:  ادیل-اورال اولكسی, 또한 이델-우랄베르게), 볼가-우랄국 또는 이델-우랄 공화국이라고도 한다. 타타르 민족이 러시아 내전의 혼란 속에서 타타르, 바시키르인, 그리고 추바시를 통합했다고 주장했던 단기간 지속된 자치국이었다. 공화국은 1918년 3월 1일 러시아 내륙과 시베리아의 무슬림 의회에 의해 선포되었지만, 같은 달 볼셰비키에 의해 패배한다. 이델-우랄은 타타르어로 "볼가-우랄"을 의미한다.

## 같이 보기
- 우랄산맥